# Schulmuseum Michelstetten

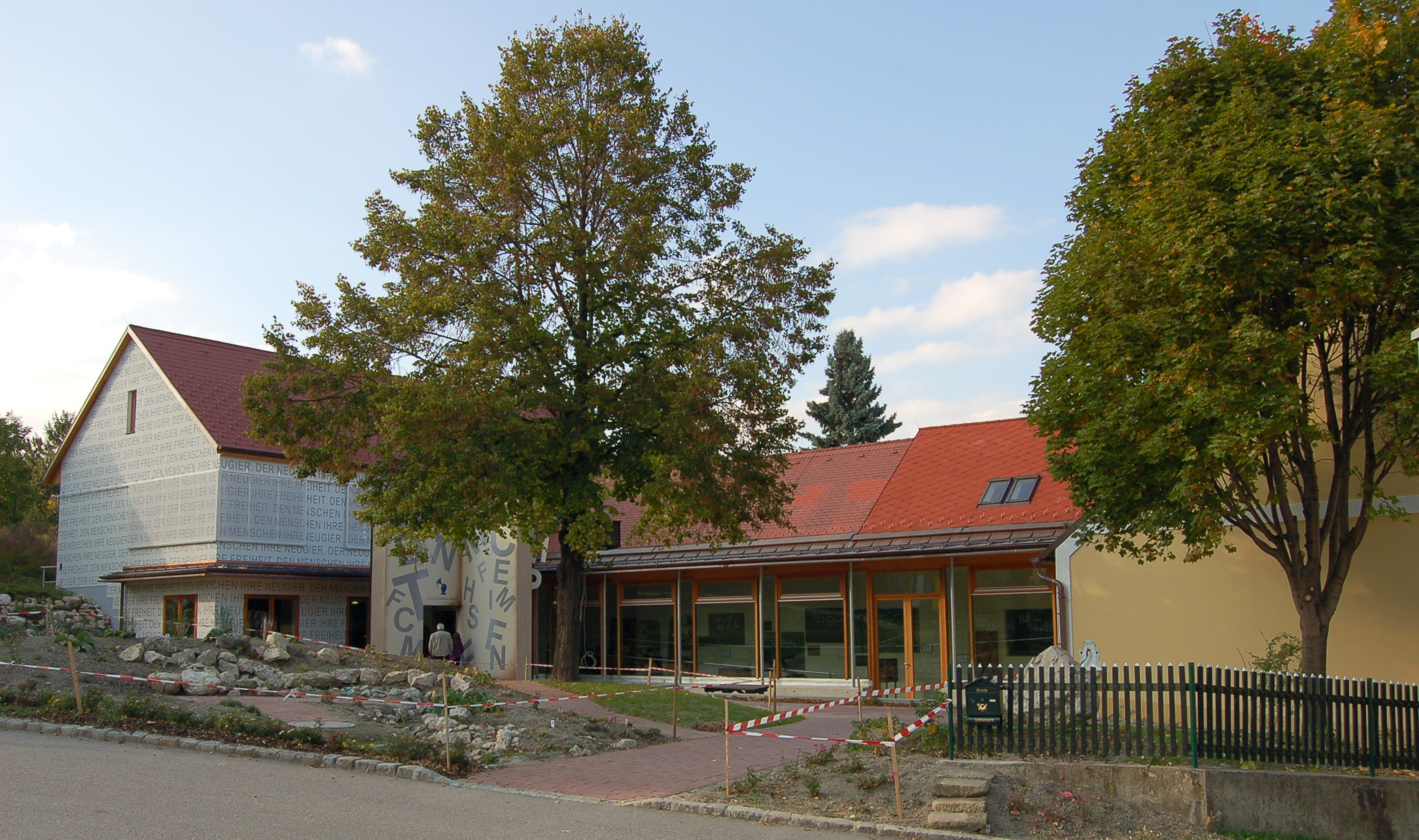
Schulmuseum in Michelstetten

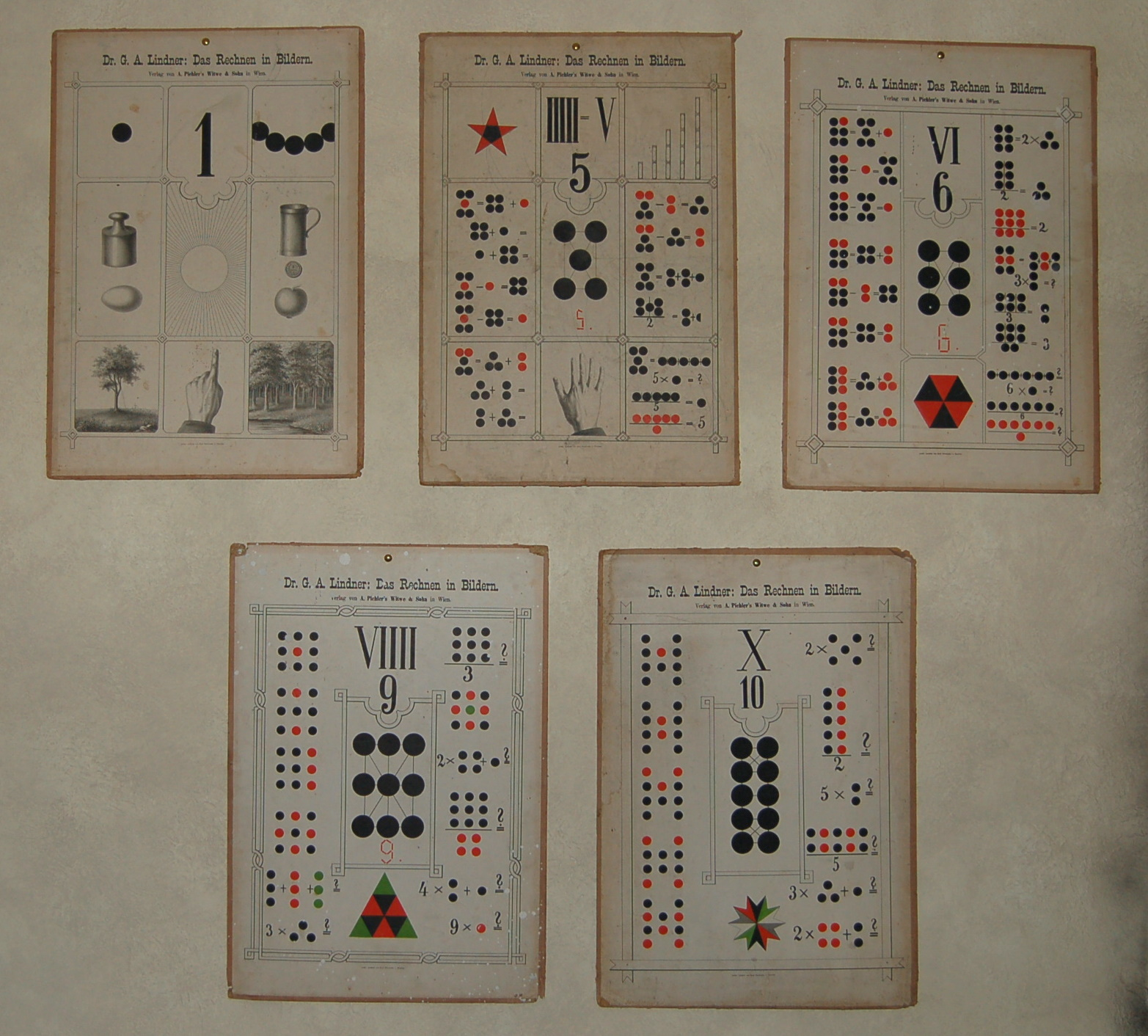
Lehrmittelbehelfe

Das Schulmuseum Michelstetten steht nördlich der Pfarrkirche Michelstetten in der Ortschaft Michelstetten in der Marktgemeinde Asparn an der Zaya im Bezirk Mistelbach in Niederösterreich. Das Schulmuseum war bis zu dessen schließung 2020 eine Außenstelle des  Weinlandmuseums in Asparn an der Zaya. Das ehemalige Schulgebäude steht unter Denkmalschutz (Listeneintrag).

## Architektur
Das Schulmuseum Michelstetten ist ein schlichter eingeschoßiger hakenförmiger Bau aus 1889.

## Museum
Die Sammlung entstand ab 1980 und dokumentiert das Österreichische Schulwesen. Es gibt mehrere Klassenzimmer mit Einrichtungen aus 1840 bis 1900. Es gibt einen reichhaltigen Bestand an Lehrbehelfen ab 1817.